# The Cambridge Quarterly
The Cambridge Quarterly (CQ) ist eine wissenschaftliche Fachzeitschrift, die sich der Literatur als Kunstform, aber auch den anderen Künsten widmet. Sie wird an der Universität Cambridge (Großbritannien) herausgegeben und redigiert, erscheint aber bei Oxford University Press.

## Geschichte
The Cambridge Quarterly wurde 1966 von Harold Andrew Mason an der Universität Cambridge gegründet. Gegenwärtig wird die Zeitschrift von Raphael Lyne und Geoff C. Ward herausgegeben.

## Erscheinungsweise
Die Zeitschrift erscheint in vier Ausgaben pro Jahr. Alle eingereichten Beiträge unterliegen dem Peer-Review. Jährlich schreiben die Herausgeber einen Preis für die beste Cambridge University Finals dissertation aus, die dann auch in The Cambridge Quarterly veröffentlicht wird.

## Profil
The Cambridge Quarterly veröffentlicht Arbeiten zur (Welt-)Literatur, die dezidiert als Form von Kunst, nicht als allgemeines Kommunikationsmedium verstanden wird. Auch Aufsätze zu den bildenden Künsten, Film und Musik werden in CQ publiziert. Ohne Kompromisse in der wissenschaftlichen Qualität zuzulassen, dringen die Herausgeber bei ihren Autoren auf eine Weise des Schreibens, die auch ein außer-akademisches Publikum erreicht.

## Abstracts und Indices
Abstracts und Indices von CQ werden geführt in:
- Arts and Humanities Citation Index[3]
- British Humanities Index
- Current Contents
- Humanities Index/Abstracts/Full Text
- IBZ Internationale Bibliographie der Geistes- und Sozialwissenschaftlichen Zeitschriftenliteratur[4]
- Literature Online (LION)
- Modern Language Association International Bibliography
- Periodicals Archive Online (PAO)
- Periodicals Index Online (PIO)

## ISSN
- Print ISSN 0008-199X
- Online ISSN 1471-6836

## Weblink
- Website von CQ bei Oxford University Press